# Tachytrechus pteropodus
Tachytrechus pteropodus är en tvåvingeart som beskrevs av Ignaz Rudolph Schiner 1868. Tachytrechus pteropodus ingår i släktet Tachytrechus och familjen styltflugor. Inga underarter finns listade i Catalogue of Life.